# Pripps
Pripps était un brasseur suédois dont le nom subsiste au travers de la marque de bière Pripps qui appartient aujourd'hui (2012) à Carlsberg Suède, la filiale suédoise du groupe danois Carlsberg.

## Histoire
Pripps doit son nom à Johan Albrecht Pripp (1795-1865), qui devient propriétaire d'une brasserie à Göteborg en 1828. Au cours des XIXe siècle et XXe siècle, l'entreprise fusionne avec plusieurs autres brasseries, mais le nom et la marque Pripps sont conservés. En 1927, Pripps fusionne avec la Brasserie de Lyckholm et prend le nom de Pripp & Lyckholm.
Pendant la première moitié du XXe siècle, le marché de la bière en Suède fait l'objet d'un cartel, et Pripp & Lyckholm bénéficie d'un quasi-monopole sur la région de Göteborg. À la sortie de la Seconde Guerre mondiale, l'entreprise est le deuxième acteur du secteur avec 14 % de parts de marché, loin toutefois derrière les Brasseries de Stockholm qui bénéficient quant à elles d'un monopole sur la région de Stockholm.
Après l'abolition du cartel dans les années 1950, Pripp & Lyckholm se lance dans une campagne d'acquisition, prenant notamment le contrôle en 1961 des Brasseries Unies de Malmö puis de la Brasserie d'Eskiltuna, s'attaquant ainsi clairement au territoire jusque-là réservé aux Brasseries de Stockholm. La guerre de la bière fait toutefois long feu. Pripp & Lyckholm se rapproche des Brasseries de Stockholm, et les deux concurrents fusionnent de façon amicale en 1964. Si c'est le nom de Pripps qui est retenu pour le nouveau géant, son siège s'installe par contre à Stockholm.
En 1970, Pripps ouvre un nouveau site de production à Bromma dans la proche banlieue de Stockholm. Les anciens sites de production des Brasseries de Stockholm, notamment la Brasserie de Munich, la Brasserie de Hambourg et la Grande Brasserie ferment l'un après l'autre.
En 1974, Pripps est acheté par le groupe Procordia et passe ainsi sous le contrôle de l'état suédois puis sous celui de Volvo dans les années 1980.
Au début des années 1990, Pripps possède des brasseries à Stockholm, Göteborg, Malmö et Sundsvall, et dispose aussi de divers sites de stockage en Suède. Les brasseries de Malmö et Sundsvall ferment toutefois leurs portes au milieu des années 1990, et la production de bière se concentre sur les sites de Stockholm et Göteborg. En 1995, le norvégien Orkla rachète à Volvo ses parts de Procordia, puis prend le contrôle total de la compagnie l'année suivante. Pripps devient ainsi une filiale du groupe norvégien. Comme Orkla est déjà propriétaire du brasseur norvégien Ringnes, les deux sociétés sont fusionnées.
En 2001, Carlsberg fusionne avec Pripps-Ringnes. Pripps est alors fusionné avec Falcon, un autre brasseur suédois racheté par Carlsberg quelques années plus tôt, pour former Carlsberg Suède.

## Pripps aujourd'hui

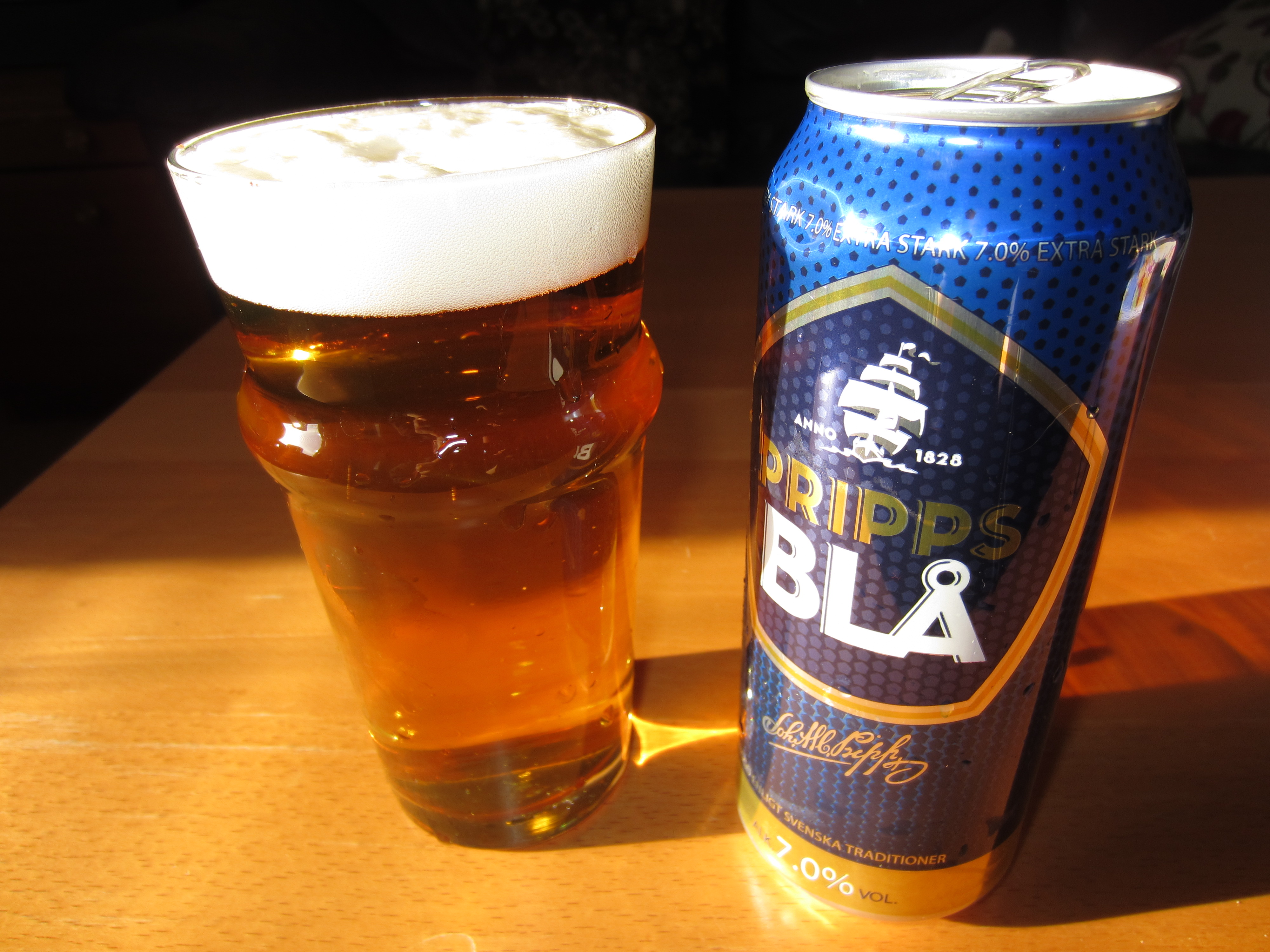
Pripps Blå.

Aucun des anciens sites de production de Pripps n'est plus en activité, l'unique site de production de Carlsberg Suède étant situé sur l'ancien site Falcon à Falkenberg. Le siège suédois de Carlsberg est toutefois situé sur l'ancien site Pripps de Bromma à Stockholm.
Certaines marques ayant appartenu à Pripps restent toutefois au catalogue de Carlsberg Suède, par exemple les bières Pripps Blå , Pripps Julöl ou Carnegie Porter, les boissons Festis et Apotekarnes, ou encore l'eau minérale Ramlösa.